# 1915 en aéronautique
Chronologie de l'aéronautique
- 1911
- 1912
- 1913
- 1914
- 1915
- 1916
- 1917
- 1918
- 1919

Cet article présente les faits marquants de l'année 1915 en aéronautique.

## Évènements
- Janvier : premier vol du de Havilland DH.1.

- 19 et 20 janvier : premier raid allemand en Angleterre par des dirigeables.

- Février : les premiers avions armés d’une mitrailleuse, les Vickers F.B.5 équipent une escadrille de chasse britannique du Royal Flying Corp.

- 1er avril : le Français Roland Garros abat un appareil allemand avec une mitrailleuse montée sur son avion. C'est la première victoire aérienne avec une arme solidaire de l'avion.

- 11 avril : vol du premier dirigeable géant, le Zeppelin R

- 18 juillet : Katherine Stinson est la première femme au monde à effectuer un looping.

- 19 juillet : première victoire aérienne de Georges Guynemer qui meurt au combat le 11 septembre 1917.

- 28 juillet : le pilote Jean Besnoit et le mécanicien M. Maujoin se tuent à Paris, dans un terrain vague, leur biplan s'étant crashé boulevard Victor, après avoir pris feu[1].

- 31 août : décès d'Adolphe Pégoud, mort au combat.

- 8 septembre : le pilote suisse Edmond Audemars établit le nouveau record de hauteur en parvenant à atteindre l’altitude de 6 700 mètres, détrônant Georges Legagneux qui avait signé un vol de seulement 6120 mètres[2].
- 17 novembre : un avion français mène un bombardement sur Munich.

- 12 décembre : le Junkers J 1 est le premier avion entièrement métallique à voler.

- 17 décembre : premier vol du bombardier britannique Handley Page O/100.

- 17 décembre : l'Américaine Katherine Stinson, quatrième femme brevetée pilote aux États-Unis, réalise de nuit un looping à Los Angeles[3].

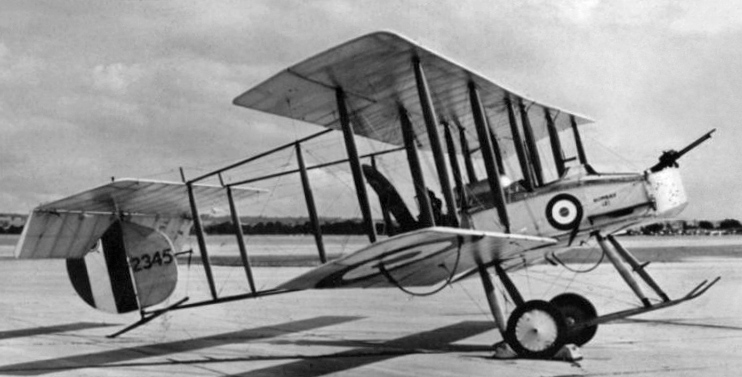
Un Vickers F.B.5 Gunbus du Royal Flying Corps
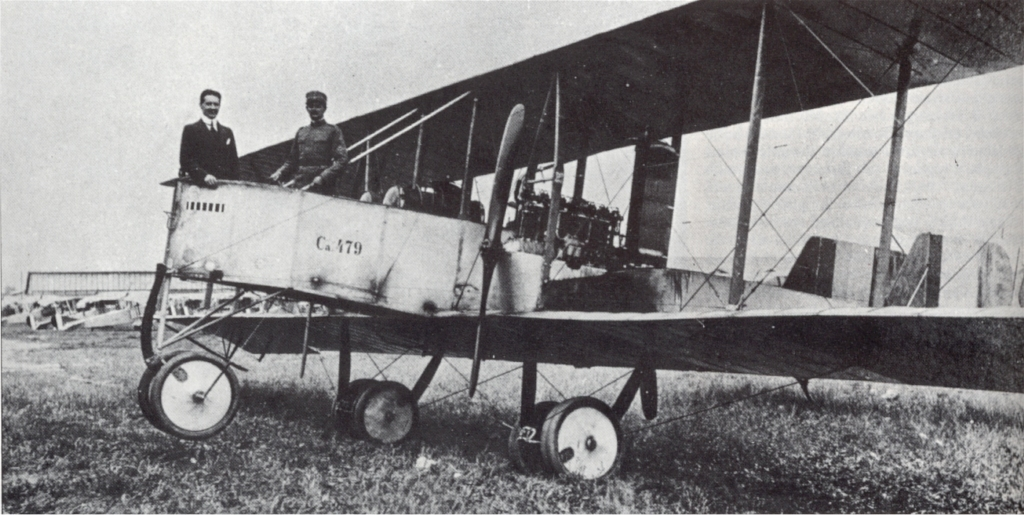
Juillet : Gianni Caproni dans son avion, le second Caproni Ca.32.
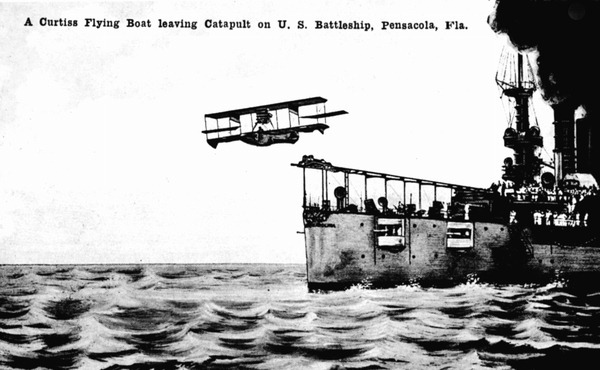
5 novembre : Hydravion Curtiss lancé d'un bateau.